# 诺夫苏塞赛
诺夫苏塞赛（法語：Neauphe-sous-Essai，法語發音：[nof su.z‿ɛsɛ] ⓘ，意为“埃赛下方的诺夫”）是法国奥恩省的一个市镇，属于阿朗松区。

## 地理
诺夫苏塞赛（48°33'56"N, 0°12'38"E）面积11.43 平方千米，位于法国诺曼底大区奧恩省，该省份为法国西北部内陆省份，北起顺时针与卡爾瓦多斯省、厄尔省、厄尔-卢瓦省、萨尔特省、马耶讷省和芒什省接壤。
与诺夫苏塞赛接壤的市镇（或旧市镇、城区）包括：塞镇、比尔萨尔、奥恩河畔欧努、布瓦特龙、塞镇附近拉沙佩勒、埃赛、圣热尔韦迪佩龙。

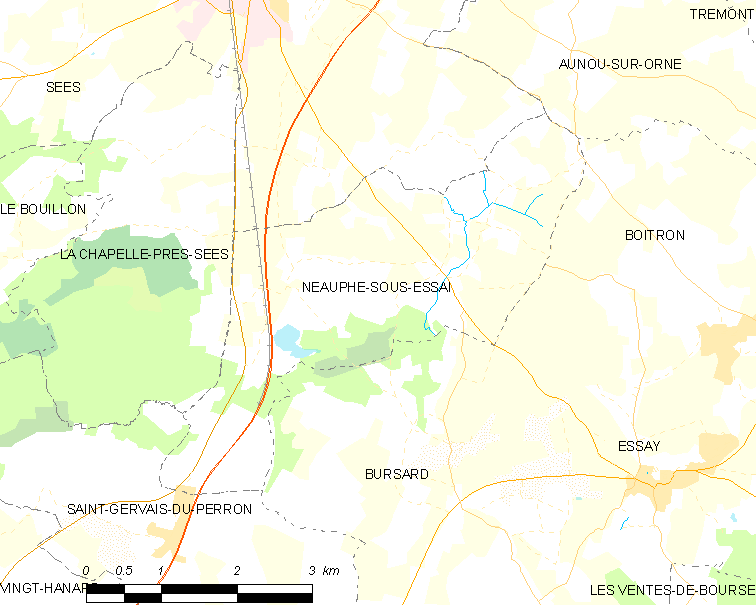
诺夫苏塞赛的OSM定位图

诺夫苏塞赛的时区为UTC+01:00、UTC+02:00（夏令时）。

## 行政
诺夫苏塞赛的邮政编码为61500，INSEE市镇编码为61301。

## 政治
诺夫苏塞赛所属的省级选区为塞镇县。

## 人口

1962-2008年间诺夫苏塞赛人口变化图示

诺夫苏塞赛于2022年1月1日时的人口数量为214人。